# Contea di Madison (New York)
La contea di Madison (in inglese Madison County) è una contea situata nell'area centrale dello Stato di New York negli Stati Uniti. Il capoluogo è Wampsville.

## Geografia fisica
La contea si trova nel centro dello Stato. Il territorio è prevalentemente collinare. Al confine settentrionale è situato il lago Oneida, che riceve da sud l'Oneida Creek. Altro immissario del lago Oneida è il Chittenango Creek che, scorrendo verso nord, segna parte del confine con la contea di Onondaga.
La maggiore città della contea è Oneida che è situata presso il confine nord-orientale.

### Contee confinanti
- Contea di Oneida - nord-est
- Contea di Otsego - sud-est
- Contea di Chenango - sud
- Contea di Cortland - sud-ovest
- Contea di Onondaga - ovest
- Contea di Oswego - nord-ovest

## Storia
I primi abitanti del territorio furono i nativi Oneida e Onondaga. Quando furono istituite le Province di New York nel 1683, l'area dell'attuale contea faceva parte della contea di Albany. La contea fu istituita nel 1806, separandone il territorio da quello della contea di Chenango. Fu nominata Madison in onore di James Madison, IV presidente degli Stati Uniti.
Nel 1848 a Oneida fu istituita una comunità sperimentale religiosa, che ha avuto un ruolo significativo nello sviluppo dell'industria locale dell'argenteria e delle posate, trasformatasi in un'azienda nel 1881.

## Comuni
| - Brookfield - town - Canastota - village - Cazenovia - town - Chittenango - village - DeRuyter - town - Earlville - village - Eaton - town - Fenner - town - Georgetown - town - Hamilton - town - Lebanon - town - Lenox - town | - Lincoln - town - Madison - town - Morrisville - village - Munnsville - village - Nelson - town - Oneida - city - Smithfield - town - Stockbridge - town - Sullivan - town - Wampsville (capoluogo) - village |